# Fidel Roig Matons
Fidel Enrique Jaime Roig Matóns, (Gerona, Cataluña, España, 27 de mayo de 1885 - Ciudad de Mendoza, Argentina, 26 de mayo de 1977) fue un pintor y músico catalán.

## Biografía
Fidel Roig nació el 27 de mayo de 1885 en España, Girona en el barrio de Mercadal.
Realizó sus primeros estudios en la Academia de Belles Arts de Barcelona (actual Real Academia Catalana de Bellas Artes de San Jorge) bajo la dirección de Lluis Perich Sola y Prundenci Bertrana.
En 1907 con 23 años y sus estudios terminados, emigró a Argentina y después de una corta estadía en Buenos Aires, en donde dio conciertos de violín en la Asociación Wagneriana de Buenos Aires, se radicó en Mendoza, en 1908. 
Hasta el comienzo de la década de 1930, se dedicó a interpretar música de cámara, más específicamente, cómo violinista y director coral y, por otro lado, enseñar artes plásticas, primero en el Colegio Don Bosco (de 1911 a 1925) y posteriormente en el Colegio Nacional Agustín Álvarez (de 1926 a 1931).
A partir de 1925 comenzó gradualmente a abandonar la interpretación musical para dedicarse enteramente a la pintura. 
El artista le interesaban los elementos que dirán cuenta del ambiente mendocino así pinto en localidades rurales icónicas de esta provincia como Chacras de Coria y zona de Bermejo.

## Pintor del desierto
En 1931 visita por primera vez las Lagunas de Guanacache, Departamento de Lavalle, con el fin de pintar sobre la vida en el lugar. 
Sus trabajos estuvieron orientados a describir y plasmar mediante óleo y carbón la fisonomía, fenotipos, costumbres y oficios de las poblaciones denominadas "laguneras" descendientes de Huarpes. Algunas de las costumbres que retrato, fueron la cultura de la pesca y sus balsas típicas (a base de junco y totora), dotando a su obra de una importancia documental histórica y antropológica. En la década que pasa allí produjo más de 100 obras que se condensan en la serie titulada "Vestigios Huarpes-Huanacache"
Muestras

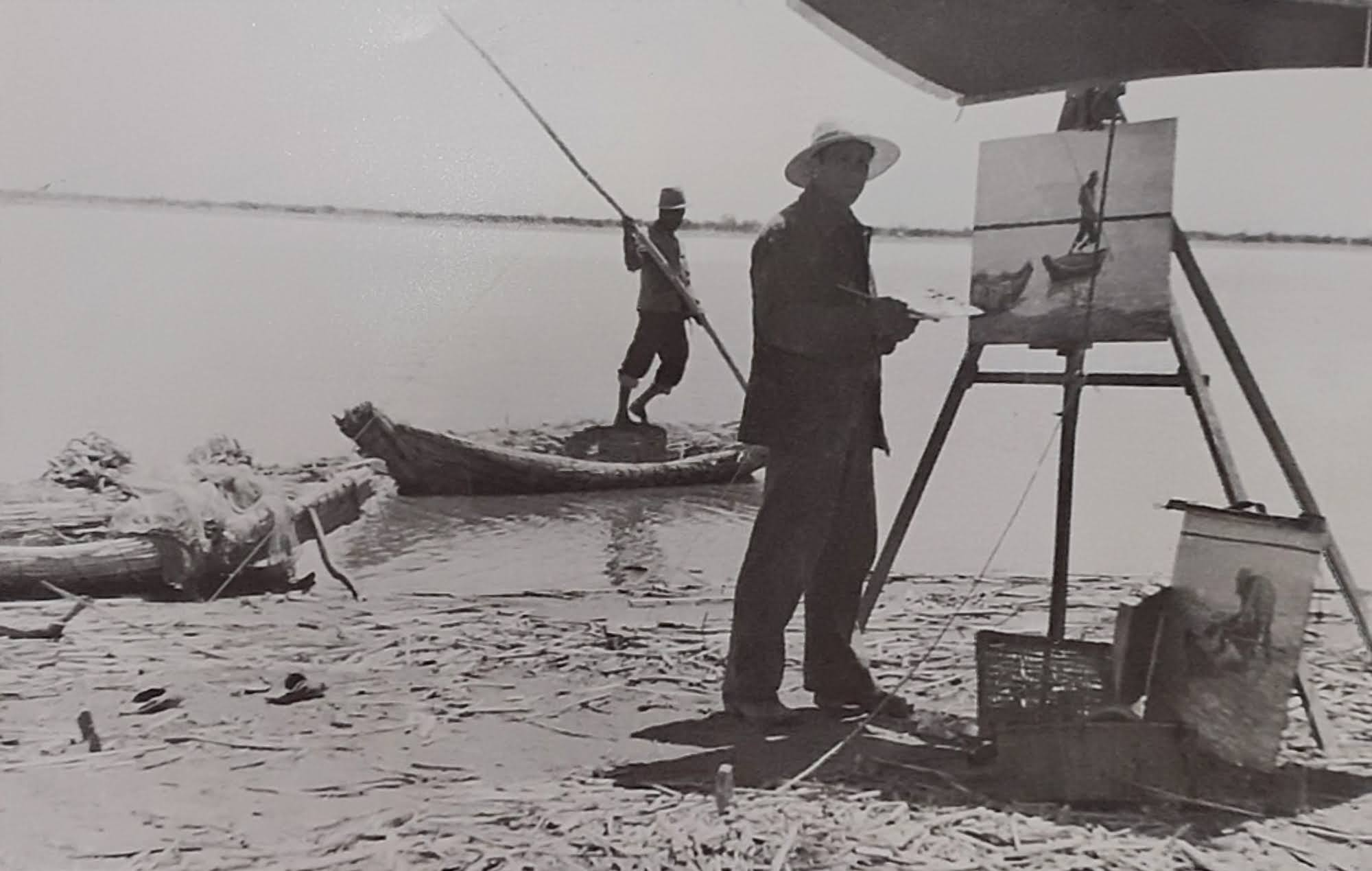
Fidel Roig Matons trabajando en la laguna de La Balsita sobre el cuadro "Partiendo para la pesca en la laguna del Toro".

El 19 de abril de 1947, como celebración e institución oficial en Mendoza del Día Americano del Indio (Decreto Nacional 7550 del 9 de abril de 1945), dio una muestra compuesta de 60 cuadros y 3 esculturas de Luis Perlotti, en su galería-estudio con apoyo de la Municipalidad de Capital y la participación del Conservatorio de Música de la Universidad Nacional de Cuyo. La muestra fue visitada por escuelas que recibieron la guía de su esposa. Luego, en 1974, expuso un conjunto de 12 obras en la Facultad de Filosofía y Letras de la Universidad Nacional de Cuyo

## Pintor histórico
A partir de 1936 a 1950, sus pinturas se volcaron a plasmar el paisaje de la Cordillera de los Andes y a producir una secuencia pictórica completa de la campaña militar conocida como el Cruce de los Andes, que llevó a cabo el General José de San Martín en 1818, como parte de las Guerras de independencia hispanoamericanas, obra que llamó Paisaje épico.
En este periodo "pintó paisajes de los pasos de Uspallata, del Portillo en el Departamento de Tunuyán y en los Patos de San Juan". Otra obra que se destaca en esta época fue El regreso de San Martín en la cumbre del Portillo.
Fue cofundador de la Sociedad Orquestal de Mendoza, en 1922, y de la Academia Provincial de Bellas Artes de Mendoza (actual Escuela de Bellas Artes), en 1933. Su prolífica labor pictórica debió ser suspendida a partir de 1952 debido a su pérdida gradual de la visión.
Es padre del filósofo argentino Arturo Andrés Roig, y de los naturalistas Fidel Antonio Roig y Virgilio Germán Roig.